# 實閉域
在數學中，實閉域或實封閉域是一類有序域，使得其中每個正元素皆可表為平方，且任何奇數次多項式都有根。以下將給出幾種等價的定義。

## 定義

### 形式實域
假設所論之域的特徵數皆為零。若在一個域{\displaystyle F}中，{\displaystyle -1}無法寫成平方和（表法：{\displaystyle -1\neq \sum F^{2}}），則稱{\displaystyle F}是形式實的。
每個有序域都是形式實域；形式實的定義本身不涉及序結構，但藉由實閉包的存在性可證明每個形式實域皆帶序結構。

### 實封閉域
一個實封閉域{\displaystyle F}若滿足下列等價條件，則稱之實封閉域：
- {\displaystyle F}上存在一個序結構，使得其中每個正元素皆可表為平方，且任何奇數次多項式都有根。
- {\displaystyle F}上存在一個序結構，使之滿足中間值定理。
- 對任意{\displaystyle a\in F}，或者{\displaystyle a\in F^{2}}或者{\displaystyle -a\in F^{2}}；且任何奇數次多項式都有根。
- {\displaystyle F}非代數封閉，而{\displaystyle F({\sqrt {-1}})}代數封閉。
- 若{\displaystyle F'\supset F}，{\displaystyle F'}是形式實的，則{\displaystyle F'=F}。

我們可以純以代數性質定義實封閉域，並由{\displaystyle a>0\Leftrightarrow a\in F^{2},a\neq 0}得到唯一的序結構。

## 實閉包
對任何形式實域{\displaystyle F}，都存在代數擴張{\displaystyle R\subset F}，使得{\displaystyle R}是實封閉的。我們稱{\displaystyle R}是{\displaystyle F}的一個實閉包。實閉包並不唯一。
若在{\displaystyle F}上固定一個序結構，並要求{\displaystyle R}的序結構與之相容；則此時實閉包{\displaystyle R}存在並唯一，且{\displaystyle \mathrm {Aut} (R/F)=\{\mathrm {id} _{R}\}}。

## 例子
- 實數域{\displaystyle \mathbb {R} }
- {\displaystyle \mathbb {R} \cap \mathbb {Q} ^{\mathrm {alg} }}；它是{\displaystyle \mathbb {Q} }的實閉包。
- 可計算數
- Puiseux級數

## 模型論觀點
實封閉域的研究首先由數學家展開，隨後引起了邏輯學家的興趣。採用形式語言{\displaystyle {\mathcal {L}}:=\langle +,-,\cdot ,>\rangle }，設{\displaystyle \mathrm {RCF} }為實封閉域（帶序結構）的{\displaystyle {\mathcal {L}}}-一階理論，塔斯基證明了{\displaystyle \mathrm {RCF} }上有量詞消去；因此任兩個{\displaystyle \mathrm {RCF} }的模型都是初等等價的。一方面，我們可運用{\displaystyle \mathbb {R} }上的特有工具（微積分、拓撲等等）證明一般實封閉域上的一階句子；另一方面，則可透過適當的域擴張解決{\displaystyle \mathbb {R} }上的問題，後一方向上最著名的成就是 Abraham Robinson 對希爾伯特第十七問題的證明。
如果改採形式語言{\displaystyle {\mathcal {L}}^{-}:=\langle +,-,\cdot \rangle }，並取實封閉域的代數定義{\displaystyle \mathrm {RCF} ^{-}}，此時則無法消去量詞（在{\displaystyle \mathrm {RCF} ^{-}}中考慮公式{\displaystyle \exists y\;y=x^{2}}）。
設{\displaystyle R}是實封閉域，換言之{\displaystyle R\models _{\mathcal {L}}\mathrm {RCF} }，根據{\displaystyle \mathrm {RCF} }上的量詞消去，{\displaystyle R}上的可定義集只是有限多個線段與孤立點的聯集。此性質稱作O-極小性，它較量詞消去為弱，卻是研究{\displaystyle R^{n}}上可定義集的幾何構造之關鍵。
量詞消去也蘊含{\displaystyle \mathrm {RCF} }的可判定性，然而塔斯基給出的演算法其複雜度過高，並不實用。
若承認廣義連續統假設，則可進一步以超積描述實封閉域的性狀。

## 文獻
- Chang, Chen Chung and Keisler, H. Jerome: Model Theory, North-Holland, 1989.
- H. Garth Dales and W. Hugh Woodin: Super-Real Fields, Clarendon Press, 1996.
- Computational Real Algebraic Geometry, Bhubaneswar Mishra, Handbook of Discrete and Computational Geometry, CRC Press, 1997 (Postscript 版本 （页面存档备份，存于）); 亦見 2004 edition, p. 743, ISBN 1-58488-301-4
- Saugata Basu, Richard Pollack and Marie-Françoise Roy, Algorithms in real algebraic geometry, Springer, Algorithms and computation in mathematics, 2003, ISBN 3540330984 (在線版本)
- Bob F. Caviness, Jeremy R. Johnson, editors, Quantifier elimination and cylindrical algebraic decomposition, Springer, 1998, ISBN 3211827943